# Makio Akiyama
| Odkryte planetoidy: 16 | Odkryte planetoidy: 16 |
| ---------------------- | ---------------------- |
| (5333) Kanaya          | 18 października 1990   |
| (5334) Mishima         | 8 lutego 1991          |
| (5743) Kato            | 19 października 1990   |
| (6251) Setsuko         | 25 lutego 1992         |
| (6419) Susono          | 7 grudnia 1993         |
| (6792) Akiyamatakashi  | 30 listopada 1991      |
| (6961) Ashitaka        | 26 maja 1989           |
| (7472) Kumakiri        | 13 lutego 1992         |
| (8273) Apatheia        | 29 listopada 1989      |
| (9033) Kawane          | 4 stycznia 1990        |
| (28004) Terakawa       | 2 grudnia 1997         |
| (29624) Sugiyama       | 2 października 1998    |
| (35441) Kyoko          | 31 stycznia 1998       |
| (40994) Tekaridake     | 20 października 1999   |
| (53157) Akaishidake    | 5 lutego 1999          |
| (55873) Shiomidake     | 26 października 1997   |
| 1.                     |                        |

Makio Akiyama (jap. 秋山万喜夫 Akiyama Makio; ur. 1950) – japoński astronom. 
Odkrył 16 planetoid (6 samodzielnie oraz 10 wspólnie z Toshimasą Furutą). 
Na jego cześć nazwano planetoidę (4904) Makio. 